# Ганіла (волость)
Га́ніла (ест. Hanila vald) — колишня волость в Естонії, до жовтня 2017 року адміністративна одиниця повіту Ляенемаа.

## Географічні дані
Площа волості — 232 км2, чисельність населення на 1 січня 2017 року становила 1411 осіб.

## Населені пункти
Адміністративний центр — село Кимсі.
На території волості розташовувалися селище Віртсу (Virtsu alevik) та 28 сіл (ест. küla):
Ватла (Vatla), Воозе (Voose), Ганіла (Hanila), Езівере (Esivere), Ейла (Äila), Казекюла (Kaseküla), Карузе (Karuse), Каузе (Kause), Киера (Kõera), Кимсі (Kõmsi), Кінксі (Kinksi), Кіска (Kiska), Кокута (Kokuta), Куке (Kuke), Лио (Lõo), Ліннузе (Linnuse), Массу (Massu), Мийзакюла (Mõisaküla), Мяенсе (Mäense), Негату (Nehatu), Нурмсі (Nurmsi), Паюмаа (Pajumaa), Півароотсі (Pivarootsi), Раме (Rame), Раннакюла (Rannaküla), Рідазе (Ridase), Салевере (Salevere), Улласте (Ullaste).

## Історія
До адміністративної реформи 2017 року волость входила до складу повіту Ляенемаа. Після затвердження результатів проведених 15 жовтня 2017 року виборів в органи місцевого самоврядування територія волості Ганіла стала складовою частиною новоствореної волості Ляенеранна в повіті Пярнумаа.